# Rydzyna
Rydzyna (germană Reisen) este un oraș în Polonia.